# Saison 2 de Clem
Chronologie
Saison 1 Saison 3
Cet article présente le guide des épisodes de la deuxième saison de la série télévisée française Clem.

## Distribution

### Acteurs principaux
- Lucie Lucas : Clémentine Boissier
- Victoria Abril : Carolina Muñoz-Boissier
- Laurent Gamelon : Jean-Paul Boissier
- Jade Pradin : Salomé Boissier
- Jean Dell : Michel Brimont
- Carole Richer : Marie-France Brimont
- Mathieu Spinosi : Julien Brimont
- Élodie Fontan : Alyzée Bertier
- Kevin Elarbi : Hicham Berkaoui

### Acteurs secondaires
- Grégoire Bonnet : Monsieur Dumas
- Arthur Mazet : Stan
- Pierre Perrier : Mathieu Verdier
- Annie Grégorio : Mademoiselle Lecoutre
- Emma Gamet : Gladys
- Nina Ambard : Léna
- Ulysse Pillon : Martin
- Camille Chamoux : Valérie
- Annick Blancheteau : Solange Boissier
- Pierre Santini : Jean-Jacques Boissier
- Émilie Gavois-Kahn : Lily

## Épisodes

### Épisode 1:La famille c'est sacré!
- Suisse : 13 mars 2012 sur TSR 1
- Belgique : 15 mars 2012 sur La Une
- France : 19 mars 2012 sur TF1

- France : 6,334 millions de téléspectateurs (23,8 % de parts de marché)[réf. souhaitée]

- Annick Blancheteau : Solange Boissier
- Pierre Santini : Jean Jacques Boissier

thème : Les querelles familiales, le "Tanguy" inversé

### Épisode 2:La Mutation
- Suisse : 20 mars 2012 sur TSR 1
- Belgique : 22 mars 2012 sur La Une
- France : 26 mars 2012 sur TF1

- France : 6,561 millions de téléspectateurs (24,6 % de parts de marché)[réf. souhaitée]

- Jean Yves Chilot (M. Saivert)
- Arthur Molinier (Antoine, un étudiant amoureux de Caroline)
- Émilie Gavois Khan (Lily, la collègue de Caroline)
- Mathieu Bisson (Didier, le compagnon de Bruno)
- Arnaud Binard (Bruno, ami de Jean Paul)

thème = la reprise d'étude chez l'adulte, l'émancipation

### Épisode 3:La Guerre des familles
- Suisse : 27 mars 2012 sur RTS Un
- Belgique : 29 mars 2012 sur La Une
- France : 2 avril 2012 sur TF1

- France : 6,327 millions de téléspectateurs (23,2 % de parts de marché)[réf. souhaitée]

Silvie Laguna (Rosie, la femme de ménage)

## Production
- À partir de cette saison, Jérôme Anger est remplacé par Laurent Gamelon dans le rôle de Jean-Paul Boissier, père de Clem.